# Veyvah (Lhaviyani-atol)
Veyvah is een van de onbewoonde eilanden van het Lhaviyani-atol behorende tot de Maldiven.